# Franciszek Zabłocki
Franciszek Zabłocki (1754 – Końskowola 1821) fou un dramaturg polonès de família aristocràtica que va destacar en el gènere de la sàtira. Fou secretari del comte Catoryski i va recitar per al rei. El 1797 va anar a Roma i fou ordenat sacerdot però va tornar a Polònia el 1800 i va ser nomenat prebost de Końskowola on va romandre fins a la mort. Les "Obres completes" foren publicades per Dmochowski el 1829-1830.